# Julie Wilhelmine Hagen-Schwarz
Julie Wilhelmine Hagen-Schwarz (Prangli, 27. listopada 1824. – Tartu, 20. listopada 1902.), estonska slikarica njemačkog podrijetla poznata po brojnim portretima.
Kći je njemačkog slikara Augusta Matthiasa Hagena. Za slikanje se počela zanimati u najranijoj dobi te je poduku od oca počela dobivati još u ranom djetinjstvu. Diplomirala je na Sveučilištu u Tartuu te je zahvaljujući stipendiji nastavila studij u Njemačkoj, ponajprije u Dresdenu, a kasnije i u Münchenu. Tri godine kasnije vraća se u Tartu te zahvaljujući stipendiji cara Nikole I. odlazi na studij u Italiju, u pratnji bolesnog oca koji u Italiju odlazi radi liječenja.
U Estoniju se vraća 1854. kao poznata slikarica zahvaljujući sudjelovanju u nekoliko izložbi diljem Europe. Ubrzo se udaje za astronoma Petera Carla Ludwiga Schwarza, s kojim na medeni mjesec odlazi u Sibir, čije je pojedine dijelove Schwarz morao mapirati za potrebe Ruskog geografskog društva. Godine 1858. postaje prva žena koja postaje članicom Ruske carske umjetničke akademije u Sankt Peterburgu, u kojem je održala više desetaka izložbi. Za života je naslikala više od 700 portreta.

## Galerija
- Portret oca (1870-e)
- Portret supruga (1870.)
- portret mlade djevojke (1870-e)
- Talijanska djevica na putu za Rim (oko 1850.)
- Mandolinistica (1851.)
- Mrtva priroda s cvijećem Vaikelu lilledega (1848-1850)